# Vickers Vildebeest
Die Vickers Vildebeest (von engl./afr. Wildebeest = Gnu) war ein einmotoriger dreisitziger Doppeldecker-Torpedobomber des britischen Herstellers Vickers. Die Vickers Vildebeest war zu Beginn des Zweiten Weltkriegs noch in fünf Staffeln der Royal Air Force im Einsatz. Ende 1941 wurden sie noch bei der Verteidigung Singapurs gegen die Japaner eingesetzt.
Neben der RAF wurde die Vickers Vildebeest auch von der Royal New Zealand Air Force und in Spanien im Bürgerkrieg auf der republikanischen Seite genutzt.

## Entwicklung und Baugeschichte
Als Ersatz für die Hawker Horsley nach der Ausschreibung 24/25 des Luftfahrtministeriums entwickelt, flog dieser Typ als zweisitziger Prototyp N230 mit einem 460-PS-Sternmotor Bristol Jupiter VIII und einem Zweiblatt-Holzpropeller erstmals im April 1928. Konkurrenzentwicklungen waren die Blackburn Beagle und die Handley Page Hare. Der Jupiter-VIII-Motor war unbefriedigend, aber nach Tests mit dem Armstrong-Siddeley-Panther-Doppelsternmotor und dem Bristol-Pegasus-Sternmotor hielt das Ministerium die Vickers-Maschine für den besten Entwurf. Die Vickers Vildebeest hatte einen bespannten Ganzmetallrahmen und übereinanderliegende Tragflächen, die trotz der erheblichen Spannweite nur mit einem Paar Streben verbunden waren. Der Pilot saß vor den Flächen und hatte eine ausgezeichnete Sicht nach vorn. Die Bewaffnung bestand aus einem starren Maschinengewehr nach vorn und einer beweglichen Waffe im Stand des Bordschützen/Funkers auf dem Rumpfrücken hinter den Tragflächen. Die ersten neun Maschinen wurde 1931 nach der Spezifikation 22/31 bestellt.
Die ersten Vildebeest Mk I wurden im Spätherbst 1933 bei der No. 100 Squadron in Dienst gestellt. Dann folgten die Vildebeest Mk II mit dem Sternmotor Bristol Pegasus IIM3 (492 kW/669 PS) und die Vildebeest Mk III mit modifiziertem hinteren Cockpit und permanent eingebautem dritten Sitz hinter dem Piloten für einen Navigator. Die letzte Version war die Vildebeest Mk IV, deren mit einer Motorhaube verkleideten Perseus-Sternmotor mit Schiebersteuerung einen Dreiblatt-Metallpropeller antrieb.
Bei Kriegsausbruch waren noch 101 Vildebeest bei der RAF im Einsatz (sechs Mk.II und 52 Mk.III im Fernen Osten, 23 Mk.III und 16 Mk.IV in Großbritannien). Im Fernen Osten wurde das letzte Exemplar im März 1942 außer Dienst gestellt, in Ceylon geschah dies im gleichen Monat bei der Staffel 273 mit der Einführung der Fairey Fulmar. Bei der neuseeländischen Luftwaffe setzte man das Muster noch bis zum Mai 1943 als Schulflugzeug und zur Küstenüberwachung ein. Neuseeland hatte bereits vor dem Krieg zwölf Mk.III direkt von Vickers und ab 1939 26 ehemalige RAF-Maschinen der Varianten Mk.III und Mk.IV erhalten.
Die RAF erhielt 173 (202?) Exemplare der folgenden Varianten:
Mark I (Type 244)
Erste zweisitzige Serienversion mit einem 600-PS-Sternmotor (448 kW) Bristol Pegasus IM3; gebaut wurden 22 Maschinen für die RAF in den Jahren 1932 und 1933. (Kennzeichen zwischen S1707 und K2822)
Mark II, anfangs Mk.XI (Type 252)
Variante mit dem stärkeren 635-PS-Motor (474 kW) Pegasus IIM3; 30 Maschinen 1933 für die RAF gebaut. (K2916–K2945)
Mark III (Type 267)
Dreisitzige Serienversion, bis 1936 150 Maschinen für die RAF bestellt, 124 tatsächlich bis 1936 gebaut, bestellte Maschinen zum Teil als Mehrzweckversion Vickers Vincent fertiggestellt (Kennzeichen zwischen K4105 und K6407, alle Kennzeichen der 171 produzierten Vickers Vincent liegen auch in diesem Bereich). K4105 wurde zum Prototyp der Serienversion der Vincent. 15 Vickers Vildebeest Mk.III (darunter eine umgebaute Mk.II) wurden später an die RNZAF abgegeben.
Mark IV (Type 286)
Erneut zweisitzige Variante mit einem 825 PS (615 kW) leistenden schiebergesteuerten Sternmotor Bristol Perseus VIII; 18 (K6408–K6414, K8078–K8088) für die RAF gebaut, zwölf später nach Neuseeland abgegeben.
Neben den Serienmaschinen gab es eine ganze Reihe von Prototypen, die zum Teil durch Umbauten vorhandener Maschinen entstanden:
| Typ      | |
| -------- | --- |
| Type 132 | der erste Prototyp N230 mit einem Jupiter-VIII-Motor mit 460 PS                                                                             |
| Type 192 | Prototyp N230 als Series II mit einem Jupiter XF mit 540 PS                                                                                 |
| Type 194 | Prototyp der Series III mit einem Jupiter XIF mit 500 PS                                                                                    |
| Type 204 | 1930, werkseigener zweiter Prototyp der Series IV mit Panther-IIA-Motor, später an RAF abgegeben                                            |
| Type 209 | Prototyp Series V mit einem Jupiter-XIF-Motor                                                                                               |
| Type 214 | Prototyp Series VI mit einem Jupiter-XFBM-Motor                                                                                             |
| Type 216 | Werksprototyp G-ABGE Series VII mit einem Hispano-Suiza 12Lbr mit 595 PS, auch mit Schwimmern geflogen, als Musterflugzeug nach Spanien     |
| Type 217 | geplanter Umbau des zweiten Prototyps auf Series-VII-Standard, der unterblieb                                                               |
| Type 245 | Series IX, Torpedobomber für die spanische Marine mit wassergekühltem 600-PS-V-12-Motor (448 kW) Hispano-Suiza 12L, Lizenzbauten in Spanien |
| Type 263 | modifizierte Vildebeest Mk.I K2916 mit einem Pegasus-IM3-Motor und Schwimmern                                                               |
| Type 266 | dreisitzige Mehrzweckversion Vickers Vincent für den Einsatz in den Kolonien                                                                |
| Type 277 | zwölf Vildebeest für Neuseeland |

## Produktion
Abnahme der Vickers Vildebeest durch die RAF:
| Version | 1932 | 1933 | 1934 | 1935 | 1936 | 1937 | Summe |
| ------- | ---- | ---- | ---- | ---- | ---- | ---- | ----- |
| Mk.I    | 10   | 12   |      |      |      |      | 22    |
| Mk.II   |      | 30   |      |      |      |      | 30    |
| Mk.III  |      |      | 23   | 37   | 39   |      | 99    |
| Mk.IV   |      |      |      |      |      | 17   | 17    |
| Summe   | 10   | 42   | 23   | 37   | 39   | 17   | 168   |

## Einsatzgeschichte
Als 1931 die Entscheidung zur Beschaffung der Vickers Vildebeest erging, verfügte die RAF nur über zwei landgestützte Torpedobomberstaffeln: die Staffel 36 in Singapur und die Staffel 100 in Donibristle (Schottland).

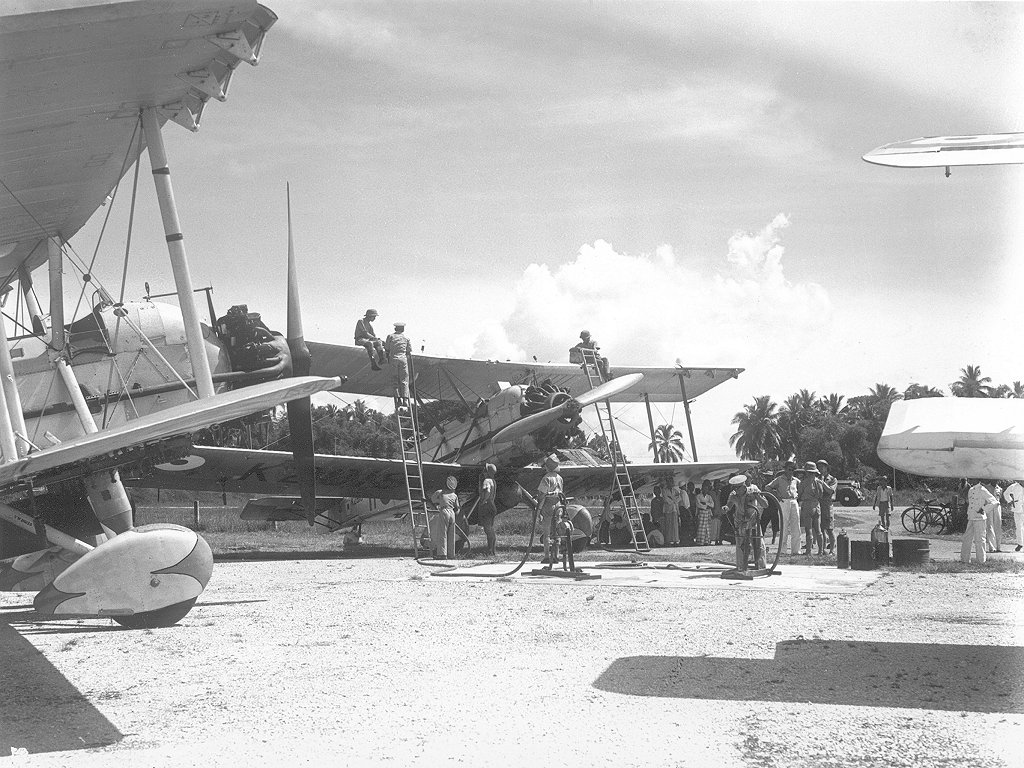
Vickers Vildebeest der Staffel No. 100 in RAF Seletar zwischen 1934 und 1938

Die Staffel 100 erhielt ab November 1932 die ersten Vickers Vildebeest Mk.I, mit der sie ab Juli 1933 vollständig ausgestattet war. In den Monaten August/September erfolgte dann die Umrüstung auf die Version Mk.II. 1934 verlegte die Staffel nach Singapur, um die Verteidigung des britischen Hauptstützpunkts in Fern-Ost zu verstärken. Ab Dezember 1937 begann dann die Umrüstung auf die Version Mk.III, jedoch kam die letzte Mk.II erst im Januar 1941 außer Dienst. Es war beabsichtigt, 1941 die Staffel mit in Australien gebauten Bristol Beaufort auszurüsten. Als Ende des Jahres der japanische Angriff auf Singapur begann, war das Einsatzmuster der Staffel weiterhin der veraltete Doppeldecker. Die schweren Verluste der beiden in Singapur stationierten Staffeln führten im Februar zur Zusammenlegung der beiden Staffeln und es gab vorerst keine Staffel 100 mehr.
Am 1. Mai 1934 wurde die Staffel 22 mit den 1932/1933 von der Staffel 100 eingesetzten Vickers Vildebeest Mk.I in Donibristle neu aufgestellt, um die nach Singapur gehende Staffel zu ersetzen. Ab Mai 1935 erhielt die Staffel dann die Version Mk.III, mit der die Staffel im Oktober 1935 wegen der Abessinienkrise nach Malta verlegte und erst im August 1936 zu ihrem Stützpunkt zurückkehrte. 1938 verlegte die Staffel nach Thorney Island an den Ärmelkanal und erhielt dort einige Maschinen der Version Mk.IV. Nachdem in den ersten Kriegsmonaten erneut einige Vickers Vildebeest Mk.I die Kriegsstärke der Staffel auffüllten, begann im November 1939 bis Februar 1940 die Umrüstung der Staffel auf den modernen zweimotorigen Torpedobomber Bristol Beaufort, mit dem die Staffel dann Mitte April ihre ersten Kampfeinsätze flog.

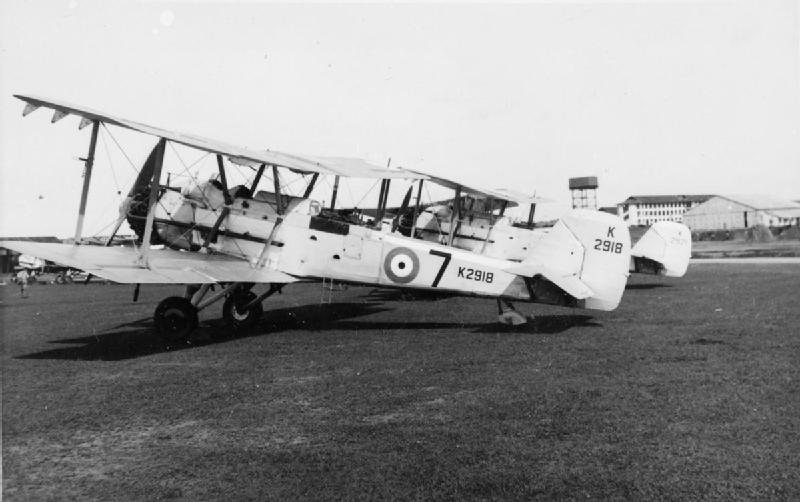
Vildebeest Mk.II, RAF Seletar, Januar 1937

Die am 1. Oktober 1928 aus dem Coast Defence Torpedo Flight in Donibristle entstandene Staffel 36 der RAF erhielt im Juli 1935 Vickers Vildebeest Mk.III als Ersatz für ihre Hawker Horsley. Die seit 1930 in Singapur stationierte älteste Torpedobomberstaffel der RAF war auch im Dezember 1941 noch mit diesem Typ ausgerüstet, als der Japanische Angriff erfolgte. Die schweren Verluste der beiden in Singapur stationierten Staffeln führte zu deren Zusammenlegung und die Reste der Staffel 36 wurden nach der Flucht aus Singapur noch von Java aus eingesetzt. Am 7. März 1942 verlor sie ihren beiden letzten Maschinen bei dem Versuch über Sumatra nach Burma zu entkommen, so dass auch diese Staffel nicht mehr bestand.
Am 14. Dezember 1936 entstand durch die Neuaufstellung der Staffel 42 wieder eine zweite Torpedobomberstaffel in Donibristle. Den Kern der Staffel bildete der mit Vickers Vildebeest Mk.III ausgerüstete 'B' Flight der Staffel 22. In den ersten drei Monaten des Jahres 1937 füllten alte Maschinen der Version Mk.I die neue Staffel auf, die im März 1937 als erste Staffel auch Maschinen der letzten Version Mk.IV der Vildebeest erhielt. Ab Januar 1938 bis zum Kriegsbeginn war die Staffel 42 die einzige Staffel der RAF, die vollständig mit dieser Version ausgerüstet war. Ab September erhielt die Staffel wieder Maschinen der Version Mk. III zur Auffüllung der vollen Kampfstärke. Anfang 1940 begann dann die Umrüstung der Staffel auf Bristol Beaufort.
Am 1. August 1939 entstand mit der neu aufgestellten Staffel 273 noch eine fünfte Vildebeest-Einheit. Die in China Bay bei Trincomalee auf Ceylon aufgestellte Staffel verfügte über sechs Vickers Vildebeest Mk.III-Torpedobomber und vier Fairey Seals des dortigen ‚Station Flight‘ und sollte die Küsten Ceylons sichern. Da keine feindlichen Aktivitäten festgestellt wurden, diente die Staffel dann hauptsächlich dem Training der Flugabwehreinheiten am Boden und auf den Schiffen. Im März 1942 wurde diese letzte aktive Einsatzstaffel mit der Vickers Vildebeest auf Fairey Fulmar-Jagdflugzeuge und Aufklärer umgerüstet, kurz bevor der Angriff der japanischen Trägerflotte am 9. April erfolgte.

### Nutzung durch andere Staaten
Spanien
In Spanien wurden ab 1934 25 Maschinen in Lizenz bei CASA mit Reihenmotoren des Typs Hispano-Suiza HS 600 gebaut. Der von Vickers gelieferte Prototyp wurde als Vickers Vildebeest Mk.VII (Type 216) bezeichnet. Alle Maschinen befanden sich zur Zeit des Ausbruchs des Bürgerkriegs in den Händen der Republik. Zum Kriegsende waren nur noch zwei Maschinen vorhanden.
 Neuseeland
Neuseeland bestellte 1934 zwölf Maschinen bei der Firma Fairey, die als Type 277 bezeichnet wurden und der Mk.III ähnelten. Die Maschinen hatten keine Vorrichtung zur Mitnahme von Torpedos, konnten aber wie die Vickers Vincent unter dem Rumpf einen Zusatztank tragen. Die erste Maschine wurde Ende Januar 1935 in Weybridge den neuseeländischen Behörden vorgeführt. Im April 1935 trafen die ersten Maschinen per Schiff in Neuseeland ein. Bis zum Ende 1937 waren alle Maschinen ausgeliefert. Alle Maschinen wurden zuerst der 2. FTS in Wigram zugewiesen. Die Maschinen sollten der Ausbildung von Personal dienen und im Krisenfall die Gewässer um Neuseeland überwachen. So wurden auch erst 1940 Einsatzstaffeln gebildet. Bis zum Beginn des Zweiten Weltkriegs waren drei Maschinen verloren gegangen. Ab 1940 erhielt Neuseeland zur Verstärkung und zur Ausbildung weiterer Piloten 27 gebrauchte Vildebeest und schon vorher ab Juli bis Dezember 1939 60 fast identische Vickers Vincent aus RAF-Beständen im Mittleren Osten. Die beiden Vickers-Baumuster wurden zusammen von den neuseeländischen Staffeln eingesetzt.

## Museumsflugzeug
Ein Vildebeest/Vincent-Rumpfteil wurde vom Royal New Zealand Air Force Museum in Wigram restauriert.

## Technische Daten
| Kenngröße             | Type 207 M.1/30                           | Vildebeest Mk.III                     | Vildebeest Mk.IV                      | Vincent                       | Type 253 G.4/31       |
| --------------------- | ----------------------------------------- | ------------------------------------- | ------------------------------------- | ----------------------------- | --------------------- |
| Besatzung             | 2                                         | 3                                     | 2                                     | 3                             | 2                     |
| Länge                 | 13,29 m                                   | 11,18 m                               | 11,48 m                               | 11,18 m (36 ft 8 in)          | 11,28 m               |
| Spannweite            | 15,24 m                                   | 14,94 m (49 ft)                       | 14,94 m (49 ft)                       | 14,94 m (49 ft)               | 16,03 m               |
| Höhe                  | 4,42 m                                    | 4,47 m                                | 4,47 m                                | 5,41 m (17 ft 9 in)           | 3,81 m                |
| Flügelfläche          | 67,3 m²                                   | 67,63 m² (728 ft²)                    | 67,63 m² (728 ft²)                    | 67,63 m² (728 ft²)            | 53,04 m²              |
| Leermasse             | 2359 kg                                   | 2170 kg                               | 2142 kg                               | 1918 kg (4229 lb)             | 2553 kg               |
| Startmasse            | 4354 kg                                   | 3864 kg                               | 3856 kg                               | 3674 kg (8100 lb)             | 3787 kg               |
| Höchstgeschwindigkeit | 256 km/h                                  | 230 km/h                              | 251 km/h                              | 229 km/h (142 mph)            | 259 km/h              |
| Dienstgipfelhöhe      |                                           | 5800 m (19.000 ft)                    | 5182 m (17.000 ft)                    | 5182 m (17.000 ft)            | 5182 m (17.000 ft)    |
| Reichweite            |                                           | 1014 km max. 2100 km                  | 1014 km max. 2615 km                  | 1006 km (625 mi) max. 2012 km |                       |
| Triebwerk             | Buzzard IIIMS, 825 PS                     | Pegasus IIM.3, 635 PS                 | Perseus VII, 825 PS                   | Pegasus IIM.3, 635 PS         | Pegasus IIM.3, 690 PS |
| Bewaffnung            | 2 MG                                      | 2 MG                                  | 2 MG                                  | 2 MG                          | 2 MG                  |
| Bombenlast            | ein 457-mm-Torpedo oder bis 908 kg Bomben | ein 457-mm-Torpedo oder 500 kg Bomben | ein 457-mm-Torpedo oder 454 kg Bomben | 454 kg Bomben                 | 680 kg Bomben         |